# Вычурный вазописец

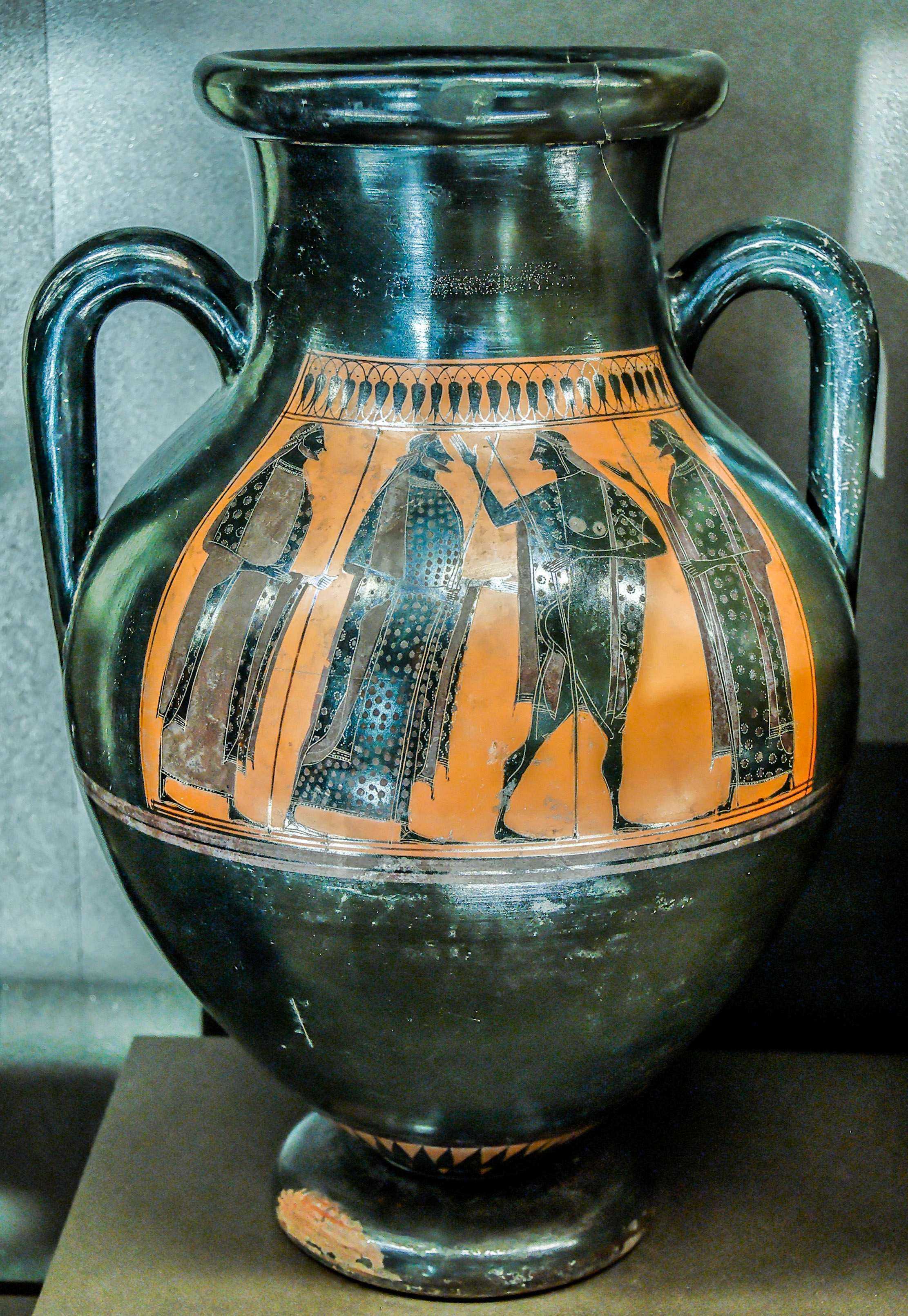
Прощание воина (ок. 540—530 до н. э.); Лувр

Вычурный вазописец — мастер (гончар) и вазописец из Древних Афин, работавший в чернофигурном стиле около 550—530 гг. до н. э.

## Происхождение имени
Реальное имя неизвестно, поскольку ни одна работа не была подписана. Условно именуется «Вычурным вазописцем» по стилю чернофигурной керамики, который им использовался. В данном стиле создано около 135 ваз, которые могут быть приписаны Вычурному вазописцу. Известен как гончар и вазописец, специализировался в основном на амфорах. Большинство приписываемых ему ваз были найдены в этрусских гробницах в хорошей сохранности.

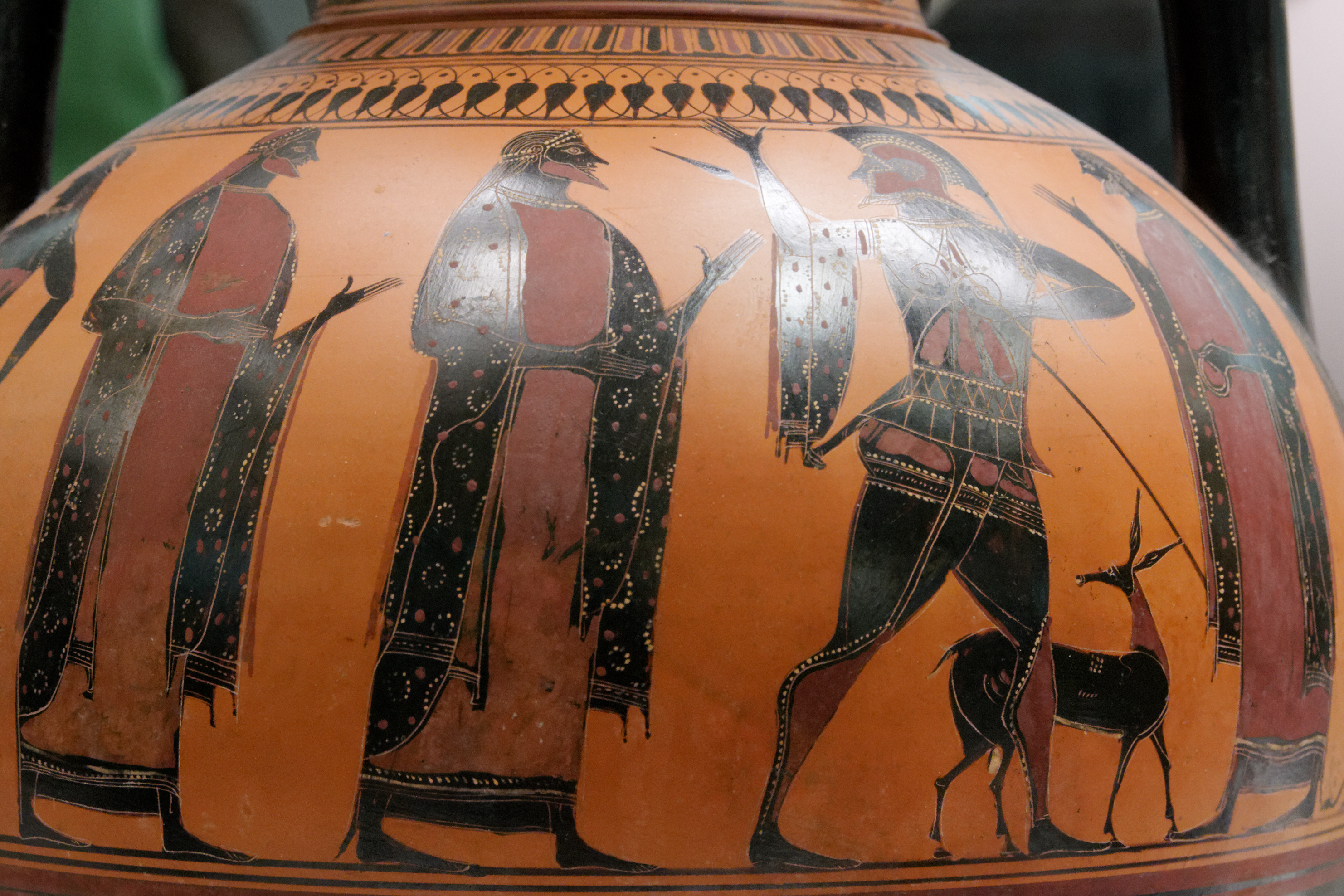
Воин, уходящий из дома. Сторона B аттической чернофигурной амфоры. Вычурный вазописец. Между 540 и 520 гг. до н. э. Британский музей.

## Стиль
Вычурный вазописец является преемником вазописца Амасиса, который обучил его ремеслу. Однако художественный талант Вычурного вазописца так и не достиг уровня таланта его учителя. Тем не менее, Вычурный вазописец считается одним из основателей чернофигурного стиля.

## Композиция
Вычурный вазописец делал акцент на декоративность изображения, а не на повествование сюжета. Изображения состояли из стилизованных фигур в длинных плащах и с вычурными, манерными жестами. Очень тщательно проработаны орнаменты.
Особенностью убранства его амфор является то, что обычный фигурный орнамент на шее сосуда заменяется растительным орнаментом.